# Stubbe – Von Fall zu Fall: Tod des Models
Tod des Models ist ein deutscher Fernsehfilm von Thomas Jacob aus dem Jahr 2000. Es handelt sich um den siebzehnten Filmbeitrag der ZDF-Kriminalfilmreihe Stubbe – Von Fall zu Fall mit Wolfgang Stumph in der Titelrolle.

## Handlung
Bei der Polizei geht eine Vermisstenmeldung besorgter Eltern ein. Allerdings will man dort die Anzeige aufgrund der zu geringen Abwesenheitsdauer noch nicht annehmen. Kommissar Stubbe hat Mitleid mit der Mutter und nimmt sich der Eheleute an. Anja Marquardt arbeitet zur Zeit recht erfolgreich als Fotomodel bei der „Agentur 21“ und nach Aussage ihrer Eltern hat sie ein sehr wichtiges Fotoshooting „platzen“ lassen, weshalb sie davon überzeugt sind, dass ihrer Tochter etwas zugestoßen sein muss. Diese Befürchtung bewahrheitet sich, denn am nächsten Tag wird Anja auf einem Friedhof tot aufgefunden. Seltsamerweise scheint sie jemand dort ausgegraben zu haben, damit der Leichnam gefunden wird. Zudem hat ihr derjenige eine frische Rosenblüte in die Hand gelegt.
Wilfrieds Tochter Christiane interessiert sich auch gerade für das Modeln und träumt nach einem Mannequin-Ferienkurs vom Laufsteg. Ohne dass sie es ahnt, befindet sie sich in akuter Gefahr, denn ein offensichtlicher Psychopath hat es auf junge Models abgesehen und nachdem er Christianes Foto auf ihrer Homepage gefunden hat, sie als sein nächstes Opfer ausgewählt. Als IT-Spezialist fällt es ihm nicht schwer, sich in die Computersysteme im Haus Stubbes zu hacken und diese zu stören. Zuvor hatte er Wilfried Stubbe eine Visitenkarte von sich zugespielt. Sein teuflischer Plan geht auf und der Kommissar holt den Computerfachmann zu Hilfe, der unerwartet schnell erscheint und sich so das Vertrauen der Familie erschleichen kann.
Inzwischen wird in unmittelbarer Nähe des Fundortes der Leiche, eine zweite, sehr viel ältere Frauenleiche gefunden. Anhand eines Fußkettchens kann auch sie als ein Model identifiziert werden, das für die „Agentur 21“ gearbeitet hatte. Als Stubbe ein Foto von ihr sieht fällt ihm auf, dass sich beide Models sehr ähnlich sahen und auch seine Tochter Christiane diesem Beuteschema entsprechen dürfte. Besorgt will er sie kontaktieren, doch aufgrund eines kürzlichen Streits, geht Christiane ihm aus dem Weg. So kann er sie leider nicht rechtzeitig warnen und prompt läuft sie dem Täter in die Arme. Da sie Michael Kranz als seriösen IT-Mann bereits kennengelernt hatte, schöpft sie keinen Verdacht, als er sie von ihrem ersten Modelauftritt abholt und vorgibt als Vertretung eingesprungen zu sein. Ihr Vater ist indessen aufs Höchste beunruhigt, als er Christiane nicht mehr auf dem Event antrifft. Eines der Models kann sich an einen Mann erinnern, der Christiane gerade abgeholt hat. Verzweifelt leitet ihr Vater eine Großfahndung ein, hat aber nur sehr wenig Anhaltspunkte. Er ist sich jedoch sicher, dass der Täter psychisch krank sein muss und durch die Entführung der Tochter eines Polizisten darauf hofft, endlich gefasst zu werden, damit sein persönliches Martyrium ein Ende hat. Daher hofft Stubbe, dass der Täter ihm Zeichen geben wird. Das Wiederausgraben seines letzten Opfers dürfte so ein Zeichen gewesen sein. Mithilfe des Friedhofswärters findet Stubbe heraus, dass sich auf dem Friedhof, wo Kranz seine Opfer vergraben hatte, das Grab von Erika Kranz, einer ehemaligen Schönheitskönigin, befunden hatte, dass vor sechs Jahren eingeebnet worden war. Nun weiß Stubbe endlich nach wem ersuchen muss. Kranz Mutter war an ihrem Ruhm zerbrochen und zur Alkoholikerin geworden, sodass ihr Sohn in ein Heim gesteckt wurde. Daher bringt Kranz heute die jungen Models immer wieder mit seiner Mutter in Verbindung und bringt ihr die Mädchen sozusagen als Opfer dar, bzw. möchte nicht, dass sie so enden wie seine Mutter.
Christiane gegenüber gibt Kranz an, sie beschützen zu müssen. Deshalb betäubt er sie und hält sie in seinem Keller gefangen. Stubbe ist bereits im Haus von Kranz, kann seine Tochter zunächst nicht finden, zu gut hat der Täter das Versteck getarnt. Christiane gelingt es, ihm ein Rauchzeichen zu schicken, sodass er den Raum hinter den Kellerregalen entdeckt und Kranz überwältigen kann.

## Hintergrund
Der Film wurde in Hamburg und Umgebung gedreht und am 25. November 2000 um 20:15 Uhr im ZDF erstausgestrahlt. Im Oktober 2004 wurde Tod des Models von den Zuschauern von PREMIERE Krimi aus 31 Kriminalfilmen zum Krimi des Jahres 2004 gewählt.

## Kritik
Für die Kritiker der Fernsehzeitschrift TV Spielfilm war der Stubbe-Fall Tod des Models „Konfektionsware statt Krimi-Haute-Couture“ und vergaben dem Film eine mittlere Wertung (Daumen zur Seite).